# Högrenässans

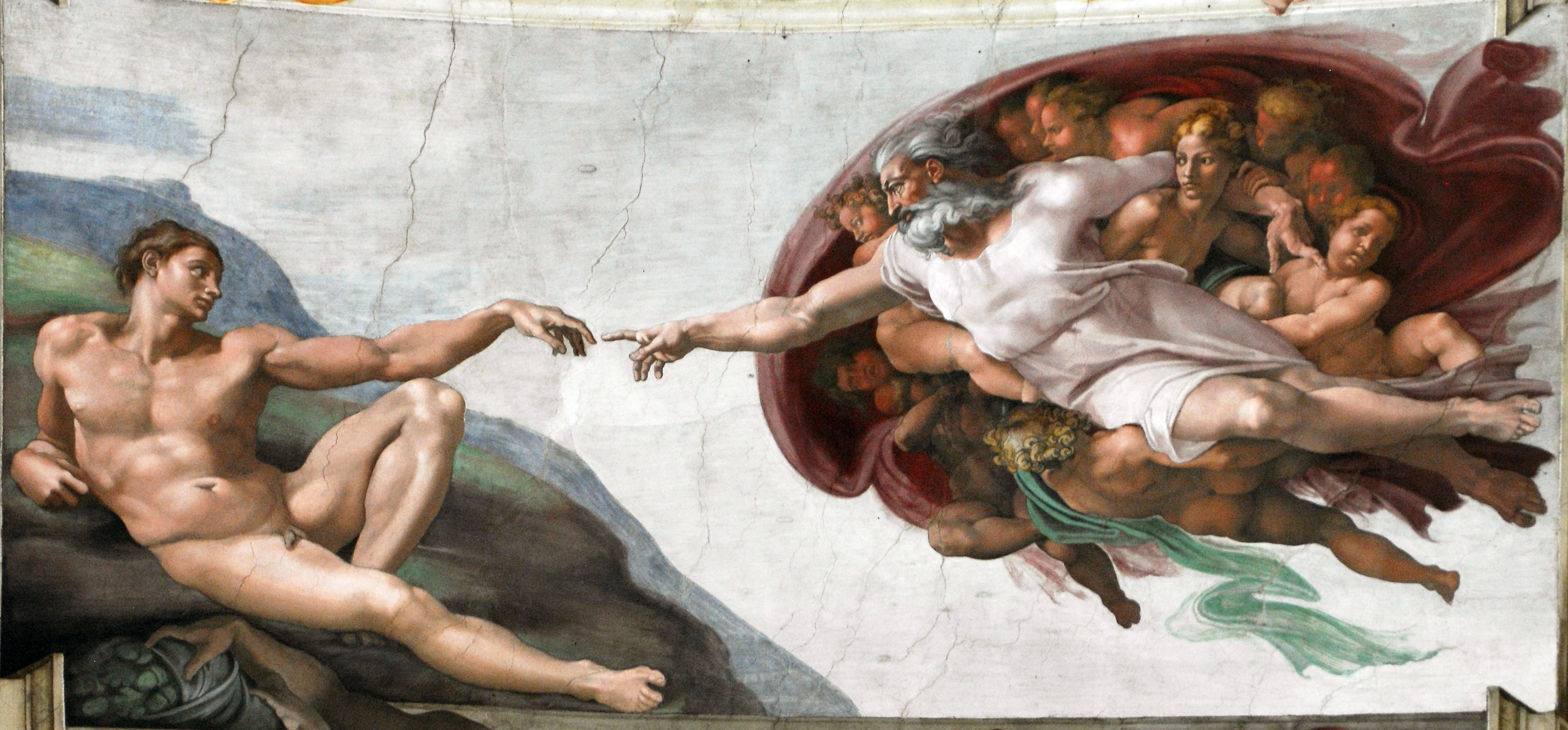
Adams skapelse av Michelangelo, takfresk i Sixtinska kapellet, utförd cirka 1508–1512.

Högrenässans kallas den tidsperiod av renässansen som varade från cirka 1500 till cirka 1530. Begreppet högrenässans åsyftar i synnerhet den konst som utfördes i Rom under nämnda period.
Man brukar räkna med att högrenässansen inleddes med Michelangelos skulptur Pietà (1499) och avslutades genom Roms skövling 1527. 
Tillsammans med Michelangelo formade Rafael, Bramante och i viss mån Leonardo da Vinci den romerska högrenässansen.